# Герб Тростянця (Коломийський район)
Герб Тростянця — офіційний символ села Тростянець, Коломийського району Івано-Франківської області, затверджений 27 січня 2023 р. рішенням сесії Заболотівської селищної ради.
Автори — А. Гречило та В. Косован.

## Опис герба
Щит повищено перетятий і двічі розтятий, чим утворює червону літеру «Т», у главі якої три срібні квітки черешні із золотими осердями, два бічні поля — зелені.

## Значення символів
Літера «Т» вказує на назву поселення. Квітки черешні та зелені поля підкреслюють щедрість місцевих черешневих садів.